# Янкі (фільм, 1979)
«Янкі» (англ. Yanks) — художній фільм 1979 року, романтична драма, знята режисером Джоном Шлезінгером.

## Сюжет
Події фільму відбуваються під час Другої світової війни у Великій Британії незадовго до операції в Нормандії. Американські солдати очікують в невеликому англійському містечку початку операції. Місцеві ж із насмішкою називають американців «янкі».
Головні герої фільму — три американських солдати, які закохуються в місцевих англійських жінок. Один з них — молодий чоловік з Аризони сержант Метт Дайсон, який зустрічається з молодою Джин Моретон. Інша пара — капітан Джон та Елен.

## У ролях
- Річард Гір
- Ванесса Редґрейв
- Джоан Гіксон — місіс Муді
- Ліза Айкхорн
- Вільям Дівейн
- Чік Веннера
- Арлін Дін Снайдер
- Рейчел Робертс
- Енні Росс
- Елл Метьюс
- Еверетт Макгілл